# イメレティア州 (ロシア帝国)
イメレティア州（ロシア語：Имеретинская область）は、1811年から1841年までカフカース地域に設置されたロシア帝国の地方行政区画である。

## 歴史

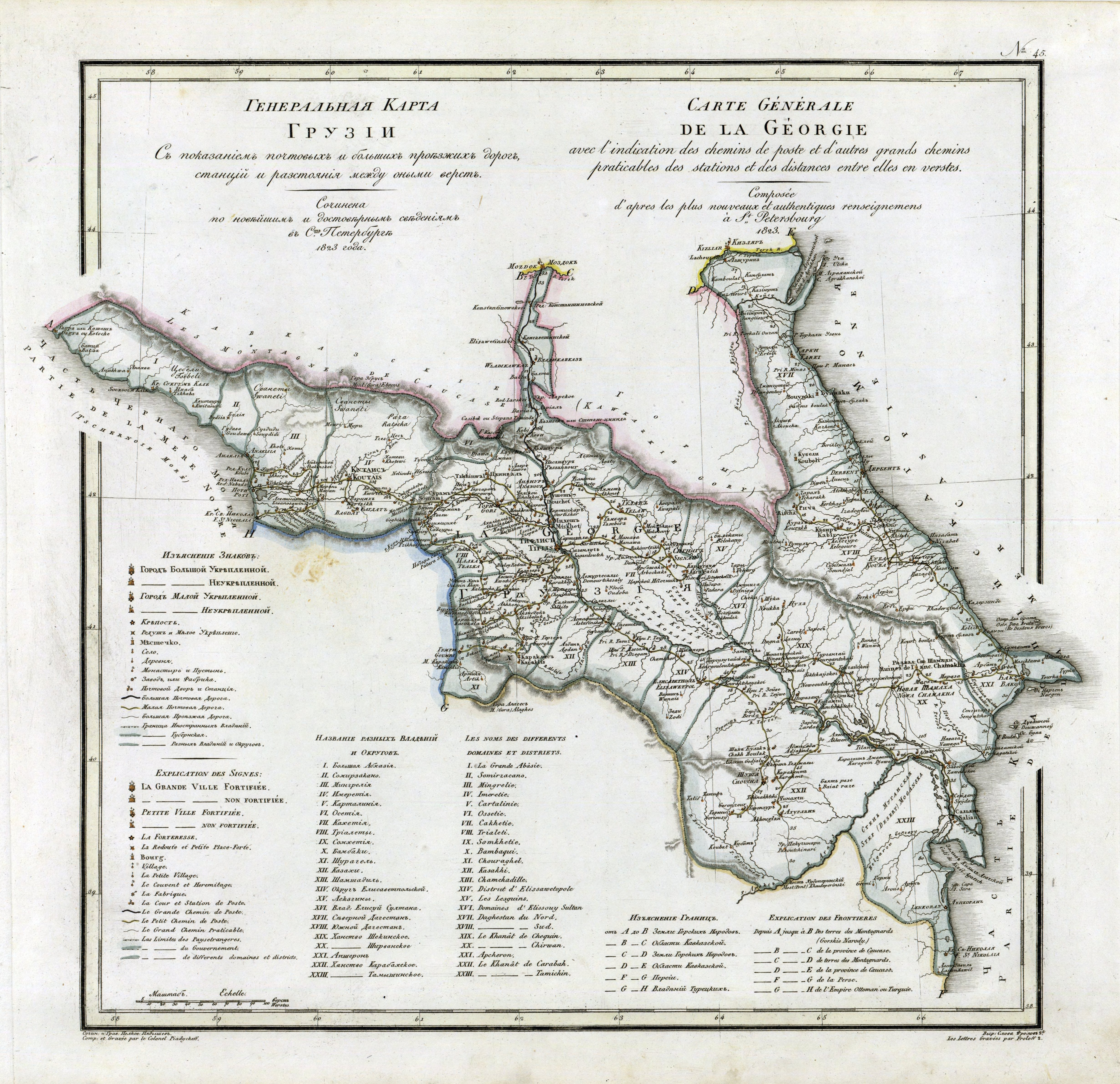
1823年のイメレティア州とグルジア県の地図

1811年にイメレティ王国がロシア帝国に併合された後、同年4月19日に設置された。当初は6つの郡に分かれていた。
1. クタイス郡（ロシア語版）
2. ヴァニ（英語版）郡
3. ラチャ（英語版）郡
4. サチヘレ（英語版）郡
5. チヘリ（グルジア語版）郡
6. バグダチ（英語版）郡

イメレティア州の廃止は、1840年4月10日のロシア皇帝ニコライ1世の勅命により承認され、翌1841年1月1日より発効した。
イメレティア州は、グルジア県やアルメニア州を廃止・統合する形でグルジノ・イメレチア県へと再編されている。